# Flugzeugmutterschiff

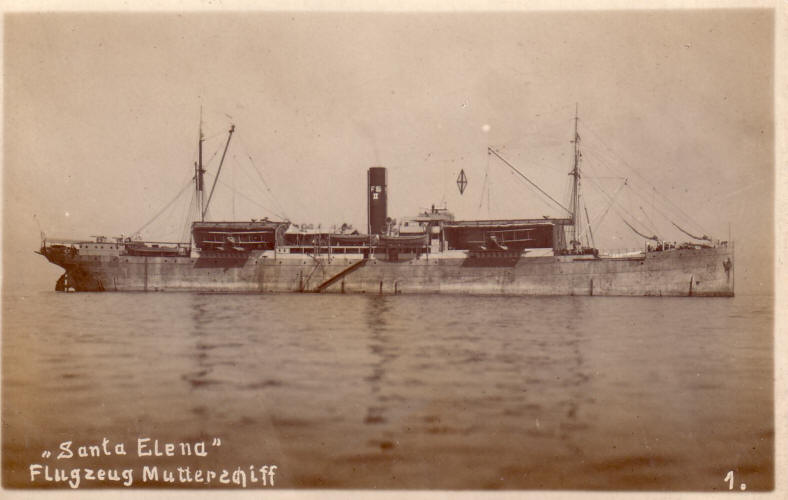
Das deutsche Flugzeugmutterschiff Santa Elena im Ersten Weltkrieg, ein umgerüsteter Frachter

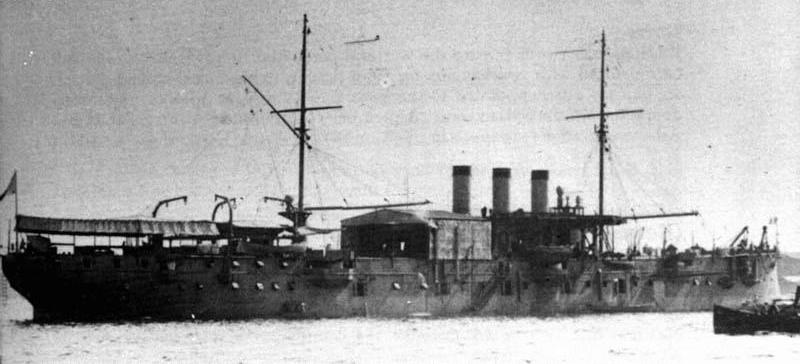
Das französische Flugzeugmutterschiff Foudre 1913

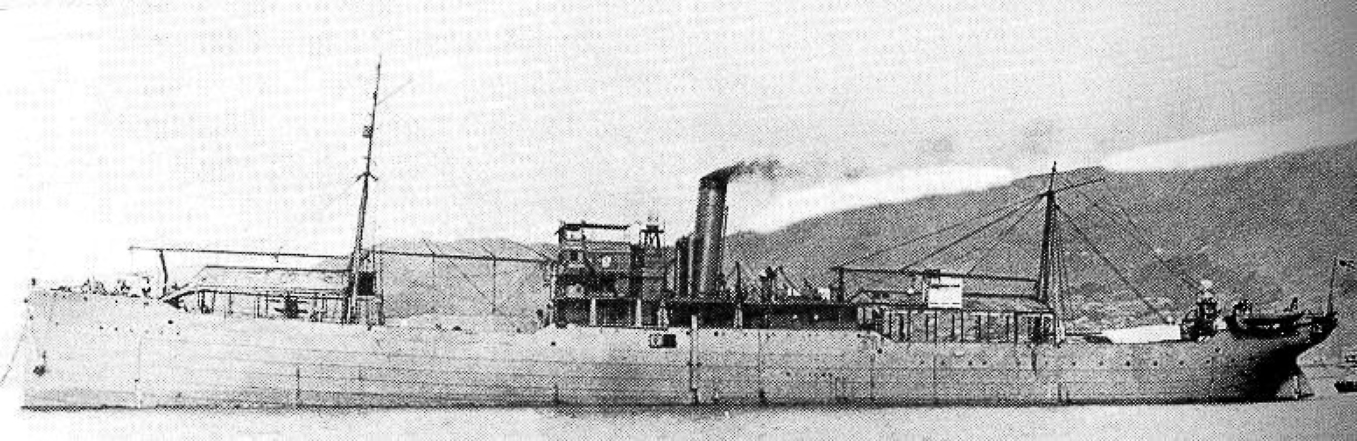
Die japanische Wakamiya 1914

Flugzeugmutterschiffe waren vor und im Ersten Weltkrieg zu seeflugzeugtragenden Schiffen umgerüstete Seefahrzeuge, von denen aus Wasserflugzeuge für die Luftaufklärung über See eingesetzt wurden. Sie waren die Vorläufer der Flugzeugträger. Auch die Katapultschiffe der Folgezeit wurden als Flugzeugmutterschiffe bezeichnet.

## Geschichte
Die Flugzeugmutterschiffe entstanden vor und im Ersten Weltkrieg durch Umrüstung von Frachtern, Passagierschiffen, Fähren und alten Kriegsschiffen zum Einsatz von Schwimmerflugzeugen für die Luftaufklärung über See. Die britische Marine nannte ihre ersten derartigen Schiffe „Parent Ship for Seaplanes“; für die aus den ersten Anfängen weiterentwickelten seeflugzeugtragenden Schiffe führte die Royal Navy die Bezeichnung Seaplane Carrier – Seeflugzeugträger – ein.
Das erste Flugzeugmutterschiff war die Foudre, die 1912, zwei Jahre nach dem weltersten Flug eines Wasserflugzeugs mit Henri Fabre als Flugzeugführer, von der französischen Marine in Dienst gestellt wurde. Während des Ersten Weltkriegs wurden die Flugzeugmutterschiffe vorrangig als Basis für Aufklärungsflüge eingesetzt. Operationen mit schnellen Flotteneinheiten erwiesen sich aufgrund der meist geringen Geschwindigkeit dieser Schiffe und/oder wegen des zeitraubenden Flugzeugaus- und -wiedereinsetzens auf das Wasser für Start und Landung, währenddessen das Flugzeugmutterschiff bewegungslos auf dem Wasser liegen musste, als nicht durchführbar. Daher entwickelte man die Flugzeugkreuzer und die Flugzeugträger für Radflugzeuge. In der Zwischenkriegszeit verschwanden daher die Flugzeugmutterschiffe aus den Flotten.
Der erste von einem Schiff ausgehende Luftangriff wurde 1914 vom japanischen Flugzeugmutterschiff Wakamiya während der japanischen Belagerung der deutschen Kolonie Tsingtau in China geflogen.

## Deutschland

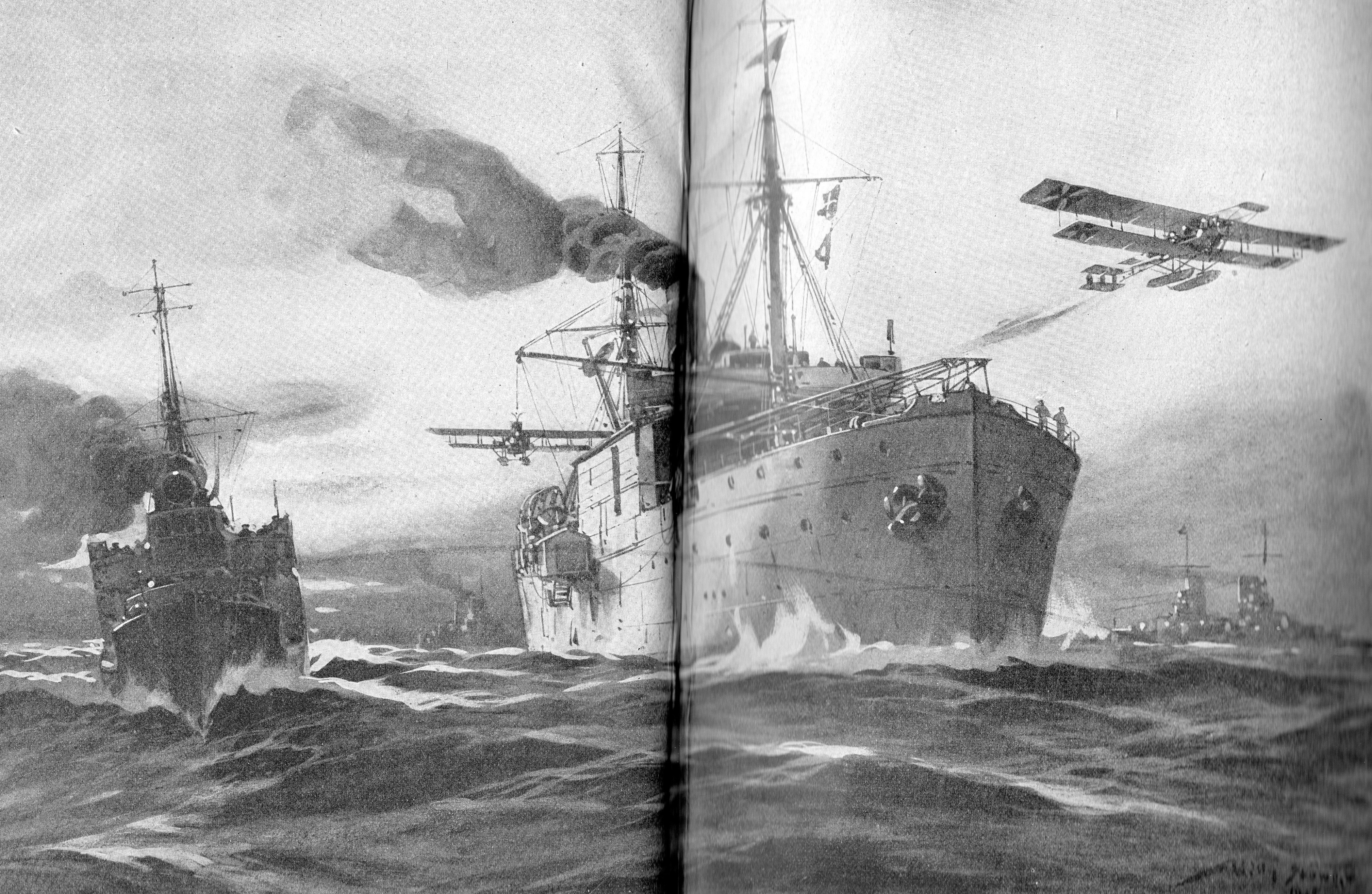
Flieger und Flugzeugmutterschiff bei den Kämpfen im Rigaischen Meerbusen am 15. September 1915. Darstellung von Willy Stöwer

Die deutsche Kaiserliche Marine setzte im Laufe des Ersten Weltkriegs insgesamt sechs Flugzeugmutterschiffe ein, davon fünf umgerüstete Frachter, die zwei bis vier Flugzeuge trugen, sowie den umgebauten Kleinen Kreuzer Stuttgart. Diese Schiffe wurden in Nord- und Ostsee eingesetzt. Gegen russische Seefliegerstationen an der Ostsee wurden sogar Bombenangriffe von den Flugzeugmutterschiffen aus geflogen.

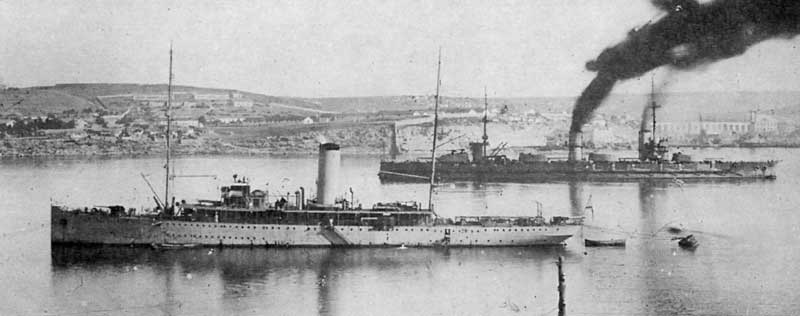
Die Rumyniya (links) und ein Schlachtschiff der Imperatriza-Marija-Klasse (rechts), 1917

Im April/Mai 1918 erbeutete die deutsche Marine mehrere in Sewastopol liegende russische und ehemals rumänische Schiffe, die noch von der Kaiserlich-Russischen Marine zu Flugzeugmutterschiffen umgerüstet worden waren. Einige von ihnen wurden zwar noch unter deutscher Flagge in Dienst gestellt, kamen aber nicht mehr zum Einsatz. Unter ihnen befanden sich die Almas, ein ehemaliger Kleiner Kreuzer (3285 t, 19 Knoten, 3–4 Flugzeuge), die Respublikanets, ein ehemaliges Passagierschiff (9240 t, 15 kn, 7–9 Flugzeuge), ihr Schwesterschiff, die Aviator (9240 t, 15 kn, 7–9 Flugzeuge), und die ehemals rumänische, 1916 von Russland gepachtete Rumyniya, auch ein ehemaliges Passagierschiff (4500 t, 18 kn, 4–7 Flugzeuge).

## Technik
Für die Umrüstung von Schiffen zu Flugzeugmutterschiffen wurden die besten dafür verfügbaren Seefahrzeuge benutzt, dennoch waren diese Schiffe für ihre neue Aufgabe nur ungenügend geeignet. Mit ihren beschränkten Möglichkeiten mussten auf ihnen nun Flugzeuge gehandhabt werden. Schuppen, auf die Oberdecks gestellt, dienten als Hangars oder man verzichtete einfach ganz auf Hangars. Die vorhandenen Ladebäume mussten die Vonbordgabe der Flugzeuge für den Start und die spätere Wiederanbordnahme nach der Wasserlandung ausführen, eine schwierige Aufgabe mit dem dafür verhältnismäßig ungeeigneten Krangerät. Als größter Nachteil dieser Behelfsfahrzeuge stellte sich die Notwendigkeit heraus, während der Start- und Landeoperation für die Vonbord- und Anbordnahme gestoppt zu liegen, was einen Einsatz mit der Flotte auf See weitgehend ausschloss.